# Saison 2011 de l'équipe cycliste Quick Step
La saison 2011 de l'équipe cycliste Quick Step est la neuvième de l'équipe. Cette dernière a le statut d'équipe ProTour depuis 2005. Elle termine l'année à la 16e place du classement mondial par équipes. Elle a remporté 8 courses du calendrier international sur route de l'Union cycliste internationale ainsi que 4 courses de cyclo-cross remporté par Zdeněk Štybar sur l'année civile 2011.

## Préparation de la saison 2011

### Arrivées et départs
| Arrivées                 | Équipe 2010                  |
| ------------------------ | ---------------------------- |
| Marco Bandiera           | Katusha                      |
| Andy Cappelle            | Verandas Willems             |
| Francesco Chicchi        | Liquigas-Doimo               |
| Gerald Ciolek            | Milram                       |
| Marc de Maar             | UnitedHealthcare-Maxxis      |
| Fréderique Robert        | PWS Eijssen                  |
| Gert Steegmans           | RadioShack                   |
| Niki Terpstra            | Milram                       |
| Jan Tratnik              | Zheroquadro Radenska         |
| Guillaume Van Keirsbulck | Beveren 2000                 |
| Kristof Vandewalle       | Topsport Vlaanderen-Mercator |
| Julien Vermote           | Beveren 2000                 |

| Départs             | Équipe 2011                  |
| ------------------- | ---------------------------- |
| Carlos Barredo      | Rabobank                     |
| Stijn Devolder      | Vacansoleil-DCM              |
| Mauro Facci         | retraite                     |
| Kurt Hovelijnck     | Donckers Koffie-Jelly Belly  |
| Kevin Hulsmans      | Donckers Koffie-Jelly Belly  |
| Andrei Kunitski     |                              |
| Thomas Vedel Kvist  | Glud & Marstrand-LRØ         |
| Branislau Samoilau  | Movistar                     |
| Matteo Tosatto      | Saxo Bank-Sungard            |
| Jurgen Van de Walle | Omega Pharma-Lotto           |
| Marco Velo          | Directeur sportif Quick Step |
| Wouter Weylandt     | Leopard-Trek                 |
| Maarten Wynants     | Rabobank                     |

## Coureurs et encadrement technique

### Effectif

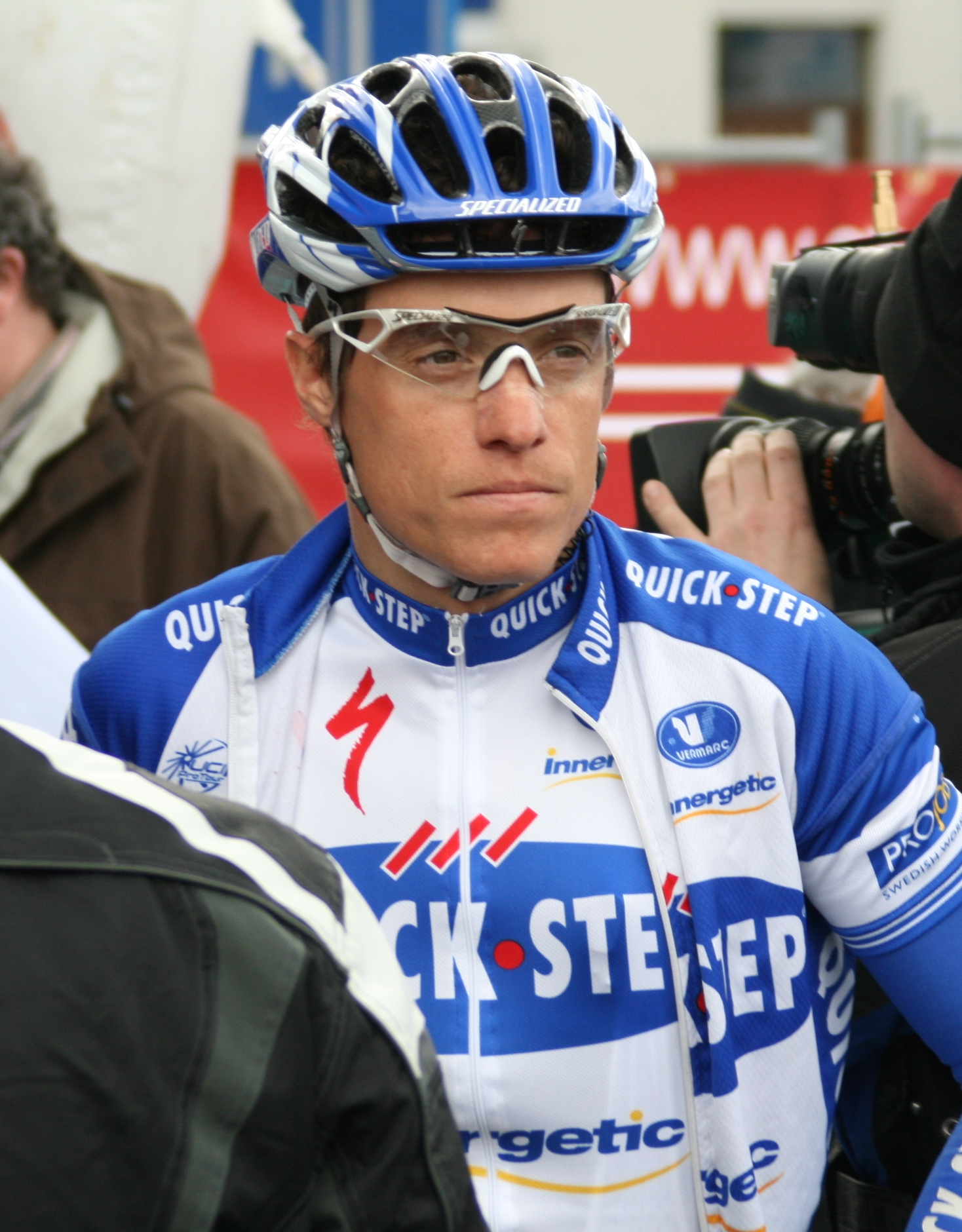
Sylvain Chavanel en 2009.

| Cycliste                 | Date de naissance | Nationalité            | Équipe 2010                         |
| ------------------------ | ----------------- | ---------------------- | ----------------------------------- |
| Marco Bandiera           | 12 juin 1984      | Italie                 | Katusha                             |
| Tom Boonen               | 15 octobre 1980   | Belgique               | Quick Step                          |
| Andy Cappelle            | 30 avril 1979     | Belgique               | Verandas Willems                    |
| Dario Cataldo            | 17 mars 1985      | Italie                 | Quick Step                          |
| Sylvain Chavanel         | 30 juin 1979      | France                 | Quick Step                          |
| Francesco Chicchi        | 27 novembre 1980  | Italie                 | Liquigas-Doimo                      |
| Gerald Ciolek            | 19 septembre 1986 | Allemagne              | Milram                              |
| Marc de Maar             | 15 février 1984   | Antilles néerlandaises | UnitedHealthcare-Maxxis             |
| Kevin De Weert           | 27 mai 1982       | Belgique               | Quick Step                          |
| Dries Devenyns           | 22 juillet 1983   | Belgique               | Quick Step                          |
| Addy Engels              | 16 juin 1977      | Pays-Bas               | Quick Step                          |
| Iljo Keisse              | 21 décembre 1982  | Belgique               | Quick Step                          |
| Nikolas Maes             | 9 avril 1986      | Belgique               | Quick Step                          |
| Davide Malacarne         | 11 juillet 1987   | Italie                 | Quick Step                          |
| Jérôme Pineau            | 2 janvier 1980    | France                 | Quick Step                          |
| Francesco Reda           | 19 novembre 1982  | Italie                 | Quick Step                          |
| Fréderique Robert        | 25 janvier 1989   | Belgique               | PWS Eijssen                         |
| Kevin Seeldraeyers       | 12 septembre 1986 | Belgique               | Quick Step                          |
| Andreas Stauff           | 22 janvier 1987   | Allemagne              | Quick Step                          |
| Gert Steegmans           | 30 septembre 1980 | Belgique               | RadioShack                          |
| Zdeněk Štybar            | 11 décembre 1985  | Tchéquie               | Telenet-Fidea                       |
| Niki Terpstra            | 18 mai 1984       | Pays-Bas               | Milram                              |
| Jan Tratnik              | 23 février 1990   | Slovénie               | Zheroquadro Radenska                |
| Matteo Trentin           | 2 août 1989       | Italie                 | Marchiol-Pasta Montegrappa-Orogildo |
| Kevin Van Impe           | 19 avril 1981     | Belgique               | Quick Step                          |
| Guillaume Van Keirsbulck | 14 février 1991   | Belgique               | Beveren 2000                        |
| Kristof Vandewalle       | 5 avril 1985      | Belgique               | Topsport Vlaanderen-Mercator        |
| Julien Vermote           | 26 juillet 1989   | Belgique               | Beveren 2000                        |

## Bilan de la saison

### Victoires

#### Sur route
| Date       | Course                                     | Pays     | Classe | Vainqueur                |
| ---------- | ------------------------------------------ | -------- | ------ | ------------------------ |
| 07/02/2011 | 1re étape du Tour du Qatar                 | Qatar    | 2.1    | Tom Boonen               |
| 16/03/2011 | Nokere Koerse                              | Belgique | 1.1    | Gert Steegmans           |
| 28/03/2011 | Gand-Wevelgem                              | Belgique | WT     | Tom Boonen               |
| 25/06/2011 | Championnat de Curaçao du contre-la-montre | Curaçao  | CN     | Marc de Maar             |
| 26/06/2011 | Championnat de France sur route            | France   | CN     | Sylvain Chavanel         |
| 26/06/2011 | Championnat de Curaçao sur route           | Curaçao  | CN     | Marc de Maar             |
| 04/09/2011 | Grand Prix Jef Scherens                    | Belgique | 1.1    | Jérôme Pineau            |
| 21/09/2011 | Circuit du Houtland                        | Belgique | 1.1    | Guillaume Van Keirsbulck |

#### En cyclo-cross
| Date       | Course                        | Pays     | Classe | Vainqueur     |
| ---------- | ----------------------------- | -------- | ------ | ------------- |
| 24/09/2011 | Toi Toi Cup #1, Stříbro       | Tchéquie | C2     | Zdeněk Štybar |
| 25/09/2011 | Süpercross Baden, Baden       | Suisse   | C2     | Zdeněk Štybar |
| 13/10/2011 | Kermiscross, Ardooie          | Belgique | C2     | Zdeněk Štybar |
| 13/11/2011 | Superprestige #3, Hamme-Zogge | Belgique | C1     | Zdeněk Štybar |

### Résultats sur les courses majeures
Les tableaux suivants représentent les résultats de l'équipe dans les principales courses du calendrier international (les cinq classiques majeures et les trois grands tours). Pour chaque épreuve est indiqué le meilleur coureur de l'équipe, son classement ainsi que les accessits glanés par Quick Step sur les courses de trois semaines.

#### Classiques
| Classique            | Milan-San Remo         | Tour des Flandres     | Paris-Roubaix          | Liège-Bastogne-Liège     | Tour de Lombardie   |
| -------------------- | ---------------------- | --------------------- | ---------------------- | ------------------------ | ------------------- |
| Coureur (classement) | Sylvain Chavanel (20e) | Sylvain Chavanel (2e) | Sylvain Chavanel (38e) | Kristof Vandewalle (19e) | Dario Cataldo (13e) |

#### Grands tours
| Grand tour           | Tour d'Italie       | Tour de France       | Tour d'Espagne           |
| -------------------- | ------------------- | -------------------- | ------------------------ |
| Coureur (classement) | Dario Cataldo (12e) | Kevin De Weert (12e) | Kevin Seeldraeyers (23e) |
| Accessits            | -                   | -                    | -                        |

### Classement UCI
L'équipe Quick Step termine à la seizième place du World Tour avec 383 points. Ce total est obtenu par l'addition des points des cinq meilleurs coureurs de l'équipe au classement individuel que sont Tom Boonen, 30e avec 140 points, Sylvain Chavanel, 55e avec 90 points, Gerald Ciolek, 71e avec 67 points, Dries Devenyns, 84e avec 50 points, et Dario Cataldo, 96e avec 36 points,.
| Rang | Coureur            | Points |
| ---- | ------------------ | ------ |
| 30   | Tom Boonen         | 140    |
| 55   | Sylvain Chavanel   | 90     |
| 71   | Gerald Ciolek      | 67     |
| 84   | Dries Devenyns     | 50     |
| 96   | Dario Cataldo      | 36     |
| 107  | Kevin De Weert     | 30     |
| 117  | Kevin Seeldraeyers | 24     |
| 142  | Kristof Vandewalle | 12     |
| 175  | Niki Terpstra      | 4      |
| 189  | Francesco Chicchi  | 3      |
| 194  | Jérôme Pineau      | 2      |
| 215  | Matteo Trentin     | 1      |
| 229  | Nikolas Maes       | 1      |